# Империя зла

Рональд Рейган и Джордж Буш перед Конгрессом США

«Импе́рия зла» (англ. evil empire) — выражение, ставшее политическим клише благодаря президенту США Рональду Рейгану. В своём выступлении перед Национальной ассоциацией евангелистов США во Флориде 8 марта 1983 года Рейган назвал СССР «империей зла» (а также «центром Зла в современном мире»), настаивая на принципиальной аморальности советского режима и по этой причине — на невозможности морального уравнивания СССР с США. Эта характеристика, унижающая Советский Союз и раздражающая его лидеров, была риторическим отражением «холодной войны». Агентство ТАСС в связи с этим заявило, что «администрация Рейгана способна думать только в терминах конфронтации и воинственного, безумного антикоммунизма».
Некоторые источники утверждают, что автором выражения был спичрайтер президента Энтони Р. Долан.

## Происхождение выражения
«Империя зла» — распространённое выражение, широко употребляемое в американской литературе и кинематографе с начала 1970-х годов, разновидность антагонистической фракции, представляющей собой мощную державу, ведущую агрессивную внешнюю политику и управляемую тёмным властелином, который по совместительству может являться главным антагонистом произведения. Первое литературное упоминание выражения содержится в «Истории магии» Элифаса Леви, переведённой на английский язык Артуром Эдвардом Уэйтом, где описывается, как дьяволопоклонники строят козни против всего верующего и здравомыслящего человечества ради прихода к власти над Миром своего повелителя — сатаны — «невероятного правителя империи зла».
До СССР «империями зла» американские публицисты и литераторы называли Римскую империю в период до принятия христианства, а также нацистскую Германию.

## Содержание речи Р. Рейгана
Речь была на заявленную тему «Религиозная свобода и Холодная война». Первая часть речи была посвящена моральным и религиозным проблемам американского общества — Рейган выступил в поддержку традиционных устоев, высказался о проблемах школьного воспитания и поддержал введение молитв в школе, резко протестовал против государственного вмешательства в дела семьи, выступил против абортов и т. д. Перейдя далее к проблеме зла и греха в мире, он отметил, что США также не лишены этого наследия и «славу этой земле» придала её способность к преодолению нравственных пороков прошлого (в этой связи он напомнил о Гражданской войне и борьбе меньшинств). После этого Рейган перешёл к теме коммунизма как воплощения зла, охарактеризовав СССР как тоталитарное государство и обвинив коммунистических лидеров в принципиальном аморализме:

В качестве добрых марксистов-ленинцев советские лидеры открыто и публично провозгласили, что они признают моральным только то, что способствует мировой революции. Я должен отметить, я лишь цитирую Ленина, их путеводную звезду, который сказал в 1920 году, что они отвергают всё, исходящее из морали, основанной на идее сверхъестественного — называя этим религию или идеи, которые находятся вне классовой концепции. Мораль полностью подчинена интересам классовой борьбы. И морально всё, что необходимо для уничтожения старого, отжившего общественного порядка и сплочения пролетариата (…) я думаю, что отказ многих влиятельных людей принять этот элементарный факт советской доктрины свидетельствует об историческом нежелании видеть тоталитарную власть, какова она есть. Мы видели это явление в 30-е годы. Мы слишком часто видим это и сегодня.

Вместе с тем Рейган выразил намерение идти на договоры с Москвой во имя мира:

Я собираюсь сделать все что смогу, дабы убедить их в наших мирных намерениях, напомнить им, что Запад отказался воспользоваться своей ядерной монополией в 40-е и 50-е годы ради территориальных приобретений, а теперь предлагает 50-процентное сокращение стратегических ракет и полное уничтожение ядерных ракет среднего радиуса наземного базирования. В то же время, они должны понять, что мы никогда не предадим наши принципы и стандарты. Мы никогда не откажемся от нашей свободы. Мы никогда не оставим нашу веру в Бога. И мы никогда не перестанем стремиться к подлинному миру.

Рейган призвал аудиторию:

…не поддаваться на попытки тех, кто будет удерживать вас от поддержки наших усилий, усилий администрации, чтобы сохранить Америку сильной и свободной, (…). Я всегда считал, что борьба, происходящая сейчас в мире, никогда не будет решена бомбами и ракетами, армией или военной мощью. Реально мы имеем дело с духовным кризисом, это — испытание воли и моральной веры.

Рейган заявил:

Я верю, что коммунизм — это очередной печальный и странный раздел истории человечества, последняя страница которого пишется сейчас.

Ближе к концу речи Рейгана находится и знаменитый пассаж, благодаря которому речь получила своё название «Империя зла» и вошла в историю:

Давайте вознесём наши молитвы во спасение всех тех, кто живёт в этих тоталитарных потёмках, помолимся, чтобы они открыли радость знакомства с Богом. Но до тех пор, пока они не сделают это, давайте будем уверены, что они проповедуют превосходство государства, объявляющего о своём превосходстве над личностью и предсказывающего в конечном счете своё превосходство над всеми народами в мире, они являются средоточием зла в современном мире (…) Если история чему-нибудь учит, то тому, что потакать агрессору, выдавая желаемое за действительное — глупо. Это предательство по отношению к своему прошлому и пренебрежение собственной свободой. Итак, в своих обсуждениях предложений о замораживании ядерного вооружения я настоятельно прошу вас избегать соблазна гордыни, соблазна необдуманно объявить себя превыше всего и навесить ярлык виновности в равной степени на обе стороны, игнорируя исторические факты и агрессивные порывы империи зла, чтобы просто назвать гонку вооружений гигантским взаимонепониманием и тем самым устраниться от борьбы между справедливостью и несправедливостью, между добром и злом.

## Оценки позиции Рейгана
Рейган полагал, что лишь называет вещи своими именами, так как в сложившейся ситуации любые эвфемизмы суть лишь знак слабости «свободного мира» перед лицом тоталитаризма. Его подход нашёл широкую поддержку среди американских консерваторов и одновременно столкнулся с жесткой критикой пацифистов. Последние полагали, что жёсткая риторика может спровоцировать ядерную войну между двумя сверхдержавами. Тезис об СССР как «империи зла» встретил поддержку большей части западной общественности, напуганной ужесточением советской внутренней и внешней политики при Андропове.
Оценивая причины появления этой речи, В. А. Кременюк, заместитель директора Института США и Канады РАН, говорит:

Советский Союз действительно вёл себя так, как, в общем, и должна себя вести в представлении интеллигенции и широких кругов общества «империя зла». Это была система, замешанная на несправедливости, насилии, которая установила свою власть над одной страной и хочет её установить повсеместно. Именно это американцы привыкли видеть в «империях зла», как это показывал Лукас в «Звёздных войнах». Простому американцу, который мало интересуется внешней политикой, но всё-таки слушает новости, нужно понятие «внешнего врага». Не будем забывать идеологический компонент, ведь шло соперничество с Советским Союзом. Доминировали чёрно-белые представления: мы хорошие, мы за истину, а они плохие, против справедливости, добра и всего хорошего.
Английский историк, специалист по истории России Доминик Ливен отмечает ошибочность заявления Рейгана: «…когда Рональд Рейган назвал Советский Союз „империей зла“, это, безусловно, было отчасти навеяно научной фантастикой… что даёт лишний повод подчеркнуть абсолютную ложность представлений Рейгана о постсталинской России».
Чешский политолог Иржи Пехе утверждал, что рейгановский тезис об «империи зла» и весь подход Рейгана оказал важное положительное воздействие на мировую историю. По мнению Пехе, философия Рейгана была проста: Советская империя была «империей зла», а значит, нужно сделать всё возможное, чтобы ослабить коммунистический гнёт над порабощёнными народами Европы. Эта идея, по Пехе, стала рычагом, сдвинувшим события в регионе с мёртвой точки. Аналогичную оценку даёт в своей книге «Холодная война: новая история» американский исследователь Джон Льюис Гэддис, отмечая, что своим определением СССР как «империи зла» Рейган эффективно ломал традиции разрядки, что заложило основу для окончательного крушения Советского Союза.

## Дальнейшая судьба выражения
Посетив Москву в 1988 году, на волне улучшения советско-американских отношений, Рейган заявил, что больше не рассматривает Советский Союз как «империю зла». В 1989 году Рейган, сославшись на «замечательные события, происходящие в условиях пребывания у власти Михаила Горбачёва», также сказал: «По совести говоря, сегодня я уже не могу называть Советский Союз империей зла».
В настоящее время в американской политике для обозначения противостоящих США тоталитарных режимов используется близкое понятие «Ось зла», введённое Джорджем Бушем в 2002 году. В том же году руководство КНДР в ответ на причисление их страны к «оси зла» объявило «империей зла» Соединённые Штаты — как страну, обладающую самым мощным запасом оружия массового поражения и самым крупным военным бюджетом в мире, и несущую тем самым угрозу миру и стабильности на всей планете. Сегодня, в свете нынешней внешней политики США, под «империей зла» в редких случаях понимают сами США, ведущего игрока в Новой Большой игре.
19 сентября 2022 года премьер-министр Польши Матеуш Моравецкий на ІІ Консервативном саммите в Братиславе назвал Россию «империей зла и лжи», отсылая к выражению Рейгана. Случилось это на фоне новостей об обнаружении массовых захоронений в городе Изюм, который находился в зоне российской оккупации с 7 марта по 12 сентября 2022 года.